# Klartext (Album)
Klartext ist das siebte Album der Gruppe Wise Guys. Es erschien am 17. Februar 2003 und erreichte in der ersten Verkaufswoche Platz 10 der Album-Charts und war damit das bis dahin mit Abstand erfolgreichste Album der Wise Guys.
Außerdem war es ihr erstes Album auf dem die Wise Guys komplett auf Instrumente verzichteten.
Die Arbeit an Klartext begann schon im Sommer 2001 und die meisten Songs wurden bis Ende August 2002 aufgenommen, ausgenommen der Song Du Doof!, der erst im Oktober 2002 entstand.
Alle Songs wurden produziert von Uwe Baltrusch und co-produziert von Edzard Hüneke und Daniel Dickopf.
Aufgenommen und abgemischt wurden die Song ebenfalls von Uwe Baltrusch im Pavement Studio in Bergisch Gladbach.

## Titelliste
1. Sing mal wieder – 3:08
 (Musik: Daniel Dickopf / Text: Daniel Dickopf)
2. Sonnencremeküsse – 3:41
 (Dickopf)
3. Du Doof! – 2:29
 (Dickopf)
4. Danke – 2:31
 (Dickopf)
5. Powerfrau – 2:22
 (Dickopf)
6. Das wär’s gewesen – 2:57
 (Dickopf)
7. Kinder – 2:53
 (Dickopf, Edzard Hüneke / Dickopf)
8. Chocolate Chip Cookies – 3:32
 (Dickopf, Hüneke / Dickopf)
9. She’s Amazing – 3:19
 (Dickopf)
10. Du bist dabei – 3:26
 (Dickopf)
11. Was für eine Nacht – 2:57
 (Dickopf)
12. Stress – 3:21
 (Hüneke)
13. Deutscher Meister – 4:15
 (Dickopf)
14. Spaß beiseite – 0:53
 (Hüneke)
15. Die Bahn kommt – 3:38
 (Dickopf)
16. Dialog – 2:26
 (Dickopf)
17. Träum vom Meer – 3:28
 (Dickopf)
18. Hidden Track 1: King of the Road
19. Hidden Track 2: Fünfstimmiger Kanon für 2–3 multiple Persönlichkeiten